# Teresia van Avilakerk (Den Haag)

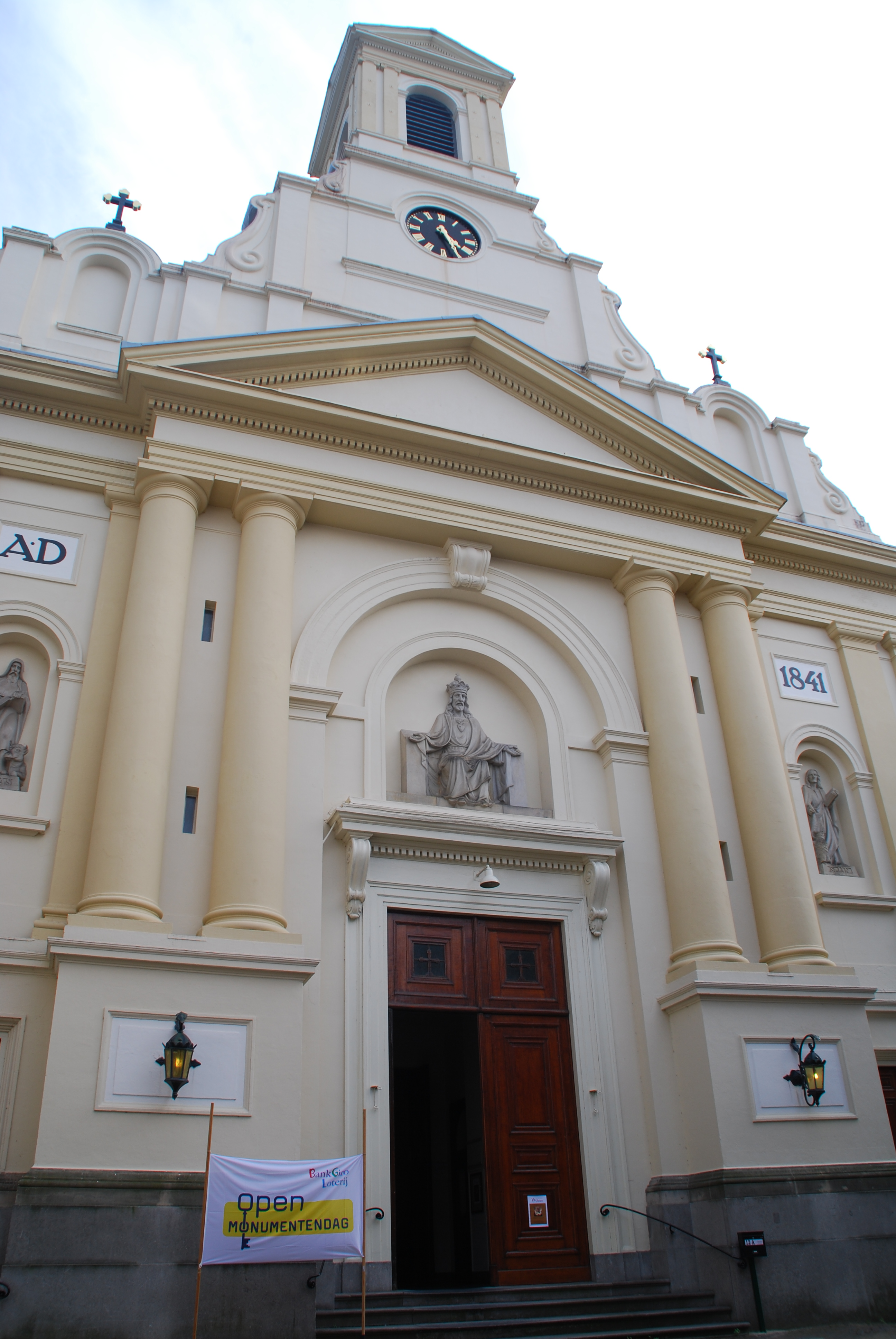
Teresia van Avilakerk (Den Haag)

Die Kirche St. Theresia, auch Kirche der Heiligen Theresia von Ávila oder niederländisch Teresia van Avilakerk genannt, ist eine römisch-katholische Kirche in Den Haag im Spanischen Hof an der Straße Westeinde. Sie wurde 1841 als Waterstaatskirche erbaut. Die Kirche ist ein nationales Denkmal und steht auf der Liste der Top 100 der niederländischen Kulturdenkmäler von 1990. Die Kirche ist der Heiligen Theresa von Ávila gewidmet.
Um den Spanischen Hof zu betreten, durchschreitet man ein Tor aus dem 17. Jahrhundert. Im Hof, gegenüber diesem Tor, befindet sich die Kirche. Da die Zahl der Gottesdienstbesucher immer weiter zurückgeht, wird die Kirche sonntags nicht mehr für Eucharistiefeiern in niederländischer Sprache genutzt. Sonntags finden jedoch polnische Eucharistiefeiern statt. Die Kirche wurde nicht aus dem Gottesdienstbetrieb genommen; sie ist Eigentum der niederländischen Pfarrei Maria Sterre der Zee, zu der auch die anderen katholischen Gemeinden in Den Haag gehören.

## Königlich Spanische Kapelle

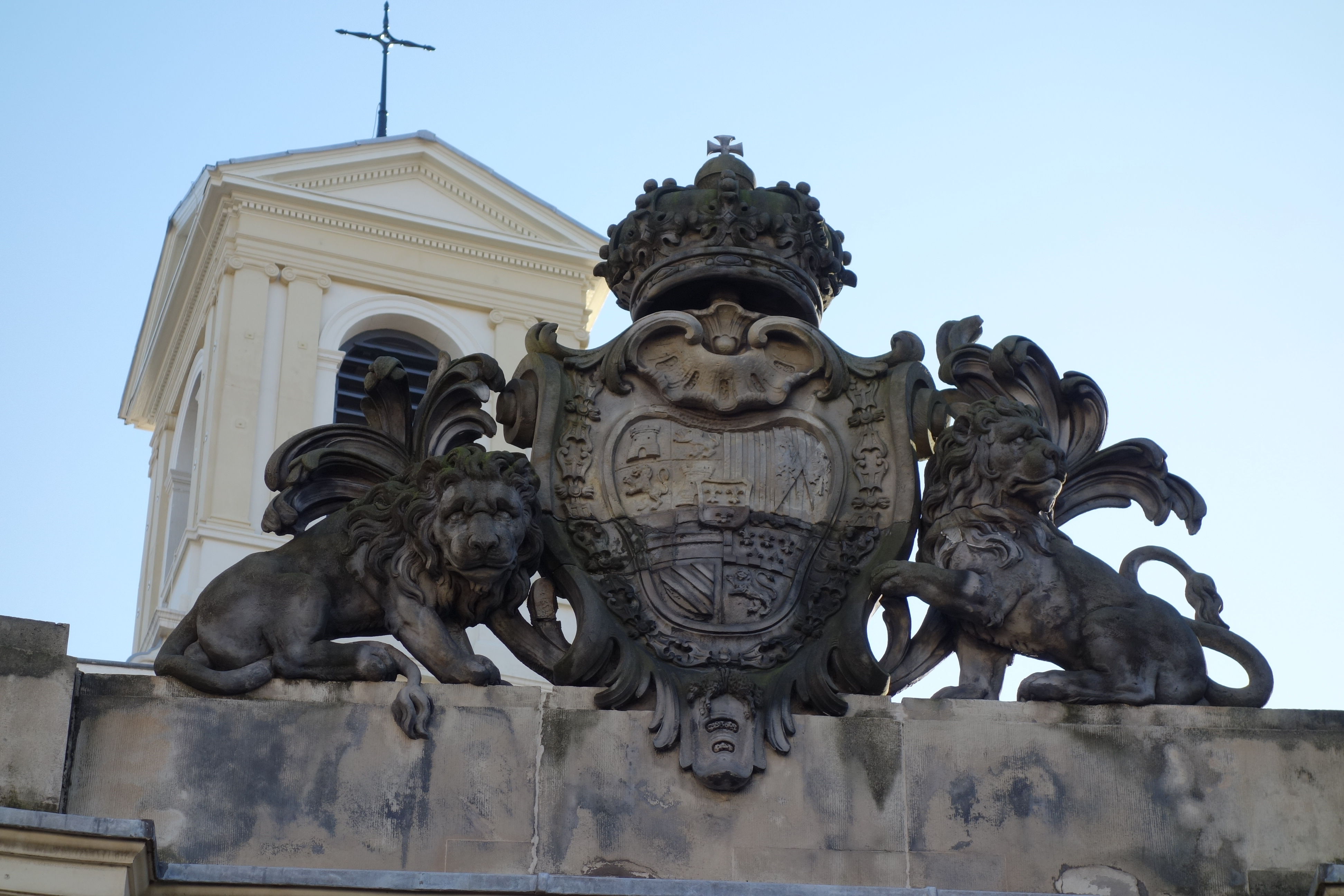
Das spanische Wappen auf der Spitze des Torhauses vor der Kirche

Ein Jahr nach dem Westfälischen Frieden 1648, in dem Spanien die Souveränität der Republik der Vereinigten Provinzen anerkannte, ließ sich der erste spanische Botschafter in den Niederlanden, Antoine Brun d'Aspremont (1599–1654), in einem Gebäude an der Westeinde in Den Haag, gegenüber dem Haus Assendelft, nieder. Zu seiner Residenz gehörte eine Kapelle, in der auch Gäste den Gottesdiensten beiwohnen konnten. Als gläubiger Katholik stellte er einen Hauskaplan ein, einen Jesuiten aus Brüssel. Einem späteren spanischen Botschafter, Don Emmanuel Françisco de Lyra, gelang es 1677, das kostspielige Haus Assendelft zu kaufen, nach dem es bald Het Spaansche Hof genannt wurde. Zwischen 1680 und 1690 wurde über der Kutschenremise eine große Kapelle für den Botschafter gebaut. Diese Kapelle wurde später als „Königlich-spanische Kapelle“ bekannt. Da es sich um die Privatkapelle des Botschafters handelte und weil die Kapelle von der Straße aus nicht sichtbar war, erlaubten die Staaten von Holland und Westfriesland und der Magistrat von Den Haag stillschweigend, dass dort katholische Gottesdienste abgehalten wurden. Selbst nach 1708, als alle Jesuiten die Niederlande verlassen mussten, wurde die spanische Kapelle von einem Jesuiten betreut. Der Haager Historiker Jacob de Riemer schrieb 1730, dass in Den Haag auch drei katholische Schlupfkirchen in Gebrauch waren. Diese befanden sich in der Oude Molstraat, der Juffrouw Idastraat und der Assendelftstraat, es gab also auch katholische Kapellen von Botschaftern, darunter die von Spanien, Portugal, Frankreich und Österreich. In der spanischen Kapelle fand täglich ein gut besuchter Gottesdienst in niederländischer Sprache statt. Nachdem Karl III. von Spanien 1766 den Jesuitenorden in Spanien aufgelöst hatte, nahmen Priester der Minderbrüder deren Platz in der spanischen Kapelle ein. Im Jahr 1811 verkaufte Spanien die Residenz und die Kapelle, woraufhin sie für Gottesdienste geschlossen wurde. Auf Drängen der Gläubigen wurde die Kapelle 1816 wiedereröffnet. Im Jahr 1832 wurde der Jesuitenorden Eigentümer der Kapelle. Da die Kapelle zu klein wurde, begann Pfarrer Gerardus Elsen 1836 mit der Ausarbeitung eines Plans für einen Neubau, den er 1837 den Behörden vorlegte.

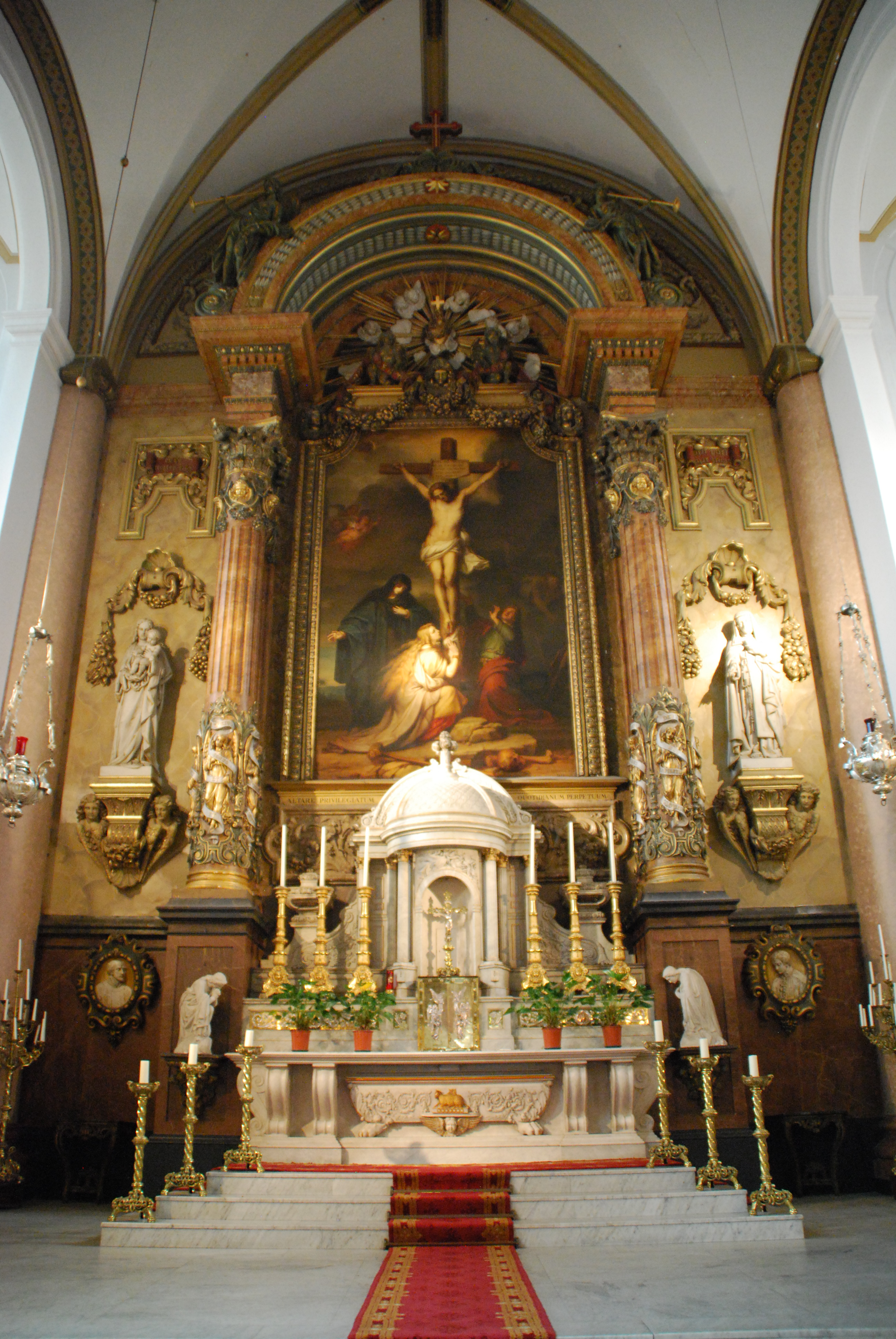
Hochaltar

## Kirche
An der Stelle der Kapelle wurde in den Jahren 1839–1841 eine katholische Kirche im Stil des Klassizismus errichtet. Der Architekt war Tieleman Franciscus Suys, der Hofarchitekt des belgischen Königs Leopold I. Es handelt sich um eine klassizistische dreischiffige Hallenkirche mit ionischen Säulen und Stuckgewölben. Die ebenfalls stuckierte Fassade weist in der Mitte einen Risalit auf, der auf beiden Seiten von zwei Halbsäulen mit einem Giebel flankiert wird, über dem ein Glockenturm steht. An den Seiten des Risalits befinden sich Nischen mit Heiligenstatuen, die durch Pilaster getrennt sind. An der Seite des Chors ist ein Presbyterium angebaut. Der Altar und die Kanzel wurden von dem Leuvener Bildhauer Karel Hendrik Geerts geschaffen. An der Rückseite der Kirche befindet sich eine Pietà, die von Te Poel und Stoltefus geschaffen wurde.

## Orgel
Die Orgel aus der Kapelle wurde im neuen Kirchengebäude aufgestellt. Der Erbauer der Orgel ist nicht bekannt. Im Jahr 1857 wurde sie durch eine andere Orgel der Firma F.B. Loret-Vermeersch aus Mechelen ersetzt. Die alte Orgel wurde von Loret in ein Knabeninstitut in Katwijk aan den Rijn überführt. Heute hat die Orgel 39 Register auf drei Manualen und Pedal.